# Künzenhohn
Künzenhohn ist ein Ortsteil von Lichtenberg in der Stadt Hennef (Sieg).

## Lage
Der ehemalige Weiler liegt im Nordwesten von Lichtenberg.

## Geschichte
1910 gab es in Künzenhohn die Haushalte Ackerer Wilhelm Becker, Ackerin Witwe Christian Hartlief, Former Karl Hartlief, die Ackerer Johann, Josef und Karl Körfer, die Ackerer Arnold und Karl Kratz, Ackerin Louise Kratz und Wirt Peter Josef Kratz, Invalide Peter Schmitz, Fabrikarbeiter Adolf, Näherin Apollonia, Handlanger Heinrich, Fabrikarbeiter Peter und Ackerer Wilhelm Stricker sowie Ackerin Witwe Anton Walterscheid. Damals gehörte der Weiler zur Gemeinde Uckerath.